# Ирска на Светском првенству у атлетици на отвореном 2017.
Ирска је учествовала на Светском првенству у атлетици на отвореном 2017. одржаном у Лондону од 4. до 13. августа шеснаести пут, односно учествовала је на свим првенствима до данас. Репрезентацију Ирске представљало је 11 учесника (8 мушкараца и 3 жене) који су се такмичили у 9 дисциплина (6 мушких и 3 женске).,
На овом првенству Ирска није освојила ниједну медаљу али су њени такмичари оборили један национални рекорд и остварили један најбољи лични резултат сезоне. У табели успешности према броју и пласману такмичара који су учествовали у финалним такмичењима (првих 8 такмичара) Ирска је са једним учесником у финалу делила 64. место са 1 бодом.
| Плас. | Земља | 1. место | 2. место | 3. место | 4. место | 5. место | 6. место | 7. место | 8. место | Бр. финал. | Бод. |
| ----- | ----- | -------- | -------- | -------- | -------- | -------- | -------- | -------- | -------- | ---------- | ---- |
| =64.  | Ирска | 0        | 0        | 0        | 0        | 0        | 0        | 0        | 1        | 1          | 1    |

## Учесници
| Мушкарци: - Брајан Греган — 400 м - Марк Инглиш — 800 м - Mick Clohisey — Маратон - Шон Хехир — Маратон - Томас Бар — 400 м препоне - Алек Рајт — 20 км ходање - Роберт Хефернан — 50 км ходање - Брендан Бојс — 50 км ходање | Жене: - Siofra Cleirigh Buttner — 800 м - Ciara Mageean — 1.500 м - Клер Макарти — Маратон |

## Резултати

### Мушкарци
| Атлетичар       | Дисциплина    | Лични рекорд | Квалификације   | Квалификације  | Полуфинале                               | Полуфинале           | Финале               | Финале               | Детаљи                                   |
| Атлетичар       | Дисциплина    | Лични рекорд | Резултат        | Место          | Резултат                                 | Место                | Резултат             | Место                | Детаљи                                   |
| --------------- | ------------- | ------------ | --------------- | -------------- | ---------------------------------------- | -------------------- | -------------------- | -------------------- | ---------------------------------------- |
| Брајан Греган   | 400 м         | 45,26        | 45,37 КВ        | 3. у гр. 4     | 45,42                                    | 6. у гр. 2           | Није се квалификовао | 19 / 49 (52)         |                                          |
| Марк Инглиш     | 800 м         | 1:44,84      | 1:48,01         | 5. у гр. 5     | Није се квалификовао                     | Није се квалификовао | Није се квалификовао | 34 / 44 (49)         |                                          |
| Mick Clohisey   | маратон       | 2:15:11      |                 |                |                                          |                      | 2:16:21 ЛРС          | 22 / 71 (100)        |                                          |
| Шон Хехир       | маратон       | 2:16:22      | 2:27:33         | 63 / 71 (100)  |                                          |                      |                      |                      |                                          |
| Томас Бар       | 400 м препоне | 47,97 НР     | 49,79 (.782) КВ | 4. у гр. 2     | Није стартовао                           | Није стартовао       | Није се квалификовао | Није се квалификовао | Архивирано на веб-сајту (7. април 2018)  |
| Алек Рајт       | 20 км ходање  | 1:22:09      |                 |                |                                          |                      | дисквалификован      | дисквалификован      | Архивирано на веб-сајту (13. април 2018) |
| Роберт Хефернан | 50 км ходање  | 3:37:54 НР   | 3:44:41 ЛРС     | 8 / 33 (49)    | Архивирано на веб-сајту (12. април 2018) |                      |                      |                      |                                          |
| Брендан Бојс    | 50 км ходање  | 3:48:55      | Није стартовао  | Није стартовао | Архивирано на веб-сајту (12. април 2018) |                      |                      |                      |                                          |

### Жене
| Атлетичарка             | Дисциплина | Лични рекорд | Квалификације | Квалификације | Полуфинале            | Полуфинале            | Финале                | Финале       | Детаљи                                   |
| Атлетичарка             | Дисциплина | Лични рекорд | Резултат      | Место         | Резултат              | Место                 | Резултат              | Место        | Детаљи                                   |
| ----------------------- | ---------- | ------------ | ------------- | ------------- | --------------------- | --------------------- | --------------------- | ------------ | ---------------------------------------- |
| Siofra Cleirigh Buttner | 800 м      | 2:01,21      | 2:06,54       | 6. у гр. 5    | Нису се квалификовале | Нису се квалификовале | Нису се квалификовале | 40 / 45 (47) |                                          |
| Ciara Mageean           | 1.500 м    | 4:01,46      | 4:10,60       | 13. у гр. 1   | Нису се квалификовале | Нису се квалификовале | Нису се квалификовале | 34 / 43 (44) | Архивирано на веб-сајту (20. април 2018) |
| Клер Макарти            | Маратон    | 2:38:00      |               |               |                       |                       | 2:38:26               | 33 / 78 (92) |                                          |